# Kalikot (dystrykt)

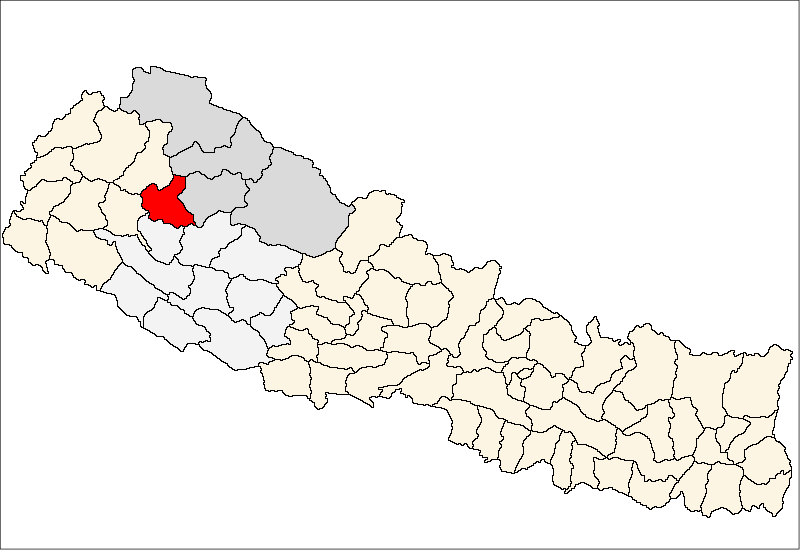
Dystrykt Kalikot

Dystrykt Kalikot (nep. कालिकोट) – jeden z siedemdziesięciu pięciu dystryktów Nepalu. Leży w strefie Karnali. Dystrykt ten zajmuje powierzchnię 1741 km², w 2001 r. zamieszkiwało go 105 580 ludzi. Stolicą jest Manma.